# Pieter H. Pellenbarg
Pieter H. Pellenbarg (ur. 1947 w Harlingen w Holandii) – profesor zwyczajny, autor ponad 300 publikacji, którego główne zainteresowania skupiają się przede wszystkim na geografii społeczno-ekonomicznej oraz gospodarce przestrzennej. Otrzymał w 2011 tytuł  doktora honoris causa Uniwersytetu Łódzkiego.
Studiował na Uniwersytecie w Groningen, uzyskując w 1971 magisterium z zakresu geografii społeczno-ekonomicznej. Stopień naukowy doktora nauk ekonomicznych uzyskał w 1985, w 1990 został profesorem zwyczajnym (full professor). Od ponad 40-tu lat jest nieprzerwanie związany z Uniwersytetem w Groningen